# Przetycz Włościańska
Przetycz Włościańska – wieś w Polsce położona w województwie mazowieckim, w powiecie wyszkowskim, w gminie Długosiodło. Ma status sołetwa.
Dawniej Przetycz Włościański.
| SIMC    | Nazwa | Rodzaj    |
| ------- | ----- | --------- |
| 0509755 | Kąt   | część wsi |
| 0509761 | Wygon | część wsi |

## Historia
28 lutego 1863 w pobliżu wsi powstańcy styczniowi dowodzeni przez Władysława Cichorskiego stoczyli bitwę z Moskalami.
W latach 1921–1931 wieś leżała w województwie białostockim, w powiecie ostrowskim, w gminie Długosiodło. Według Powszechnego Spisu Ludności z 1921 roku wieś zamieszkiwało 296 osób, 286 było wyznania rzymskokatolickiego, a 10 ewangelickiego. Jednocześnie 286 mieszkańców zadeklarowało polską przynależność narodową, a 10 niemiecką. Było tu 59 budynków mieszkalnych. Miejscowość należała do parafii rzymskokatolickiej w Długosiodle i ewangelickiej w Paproci Dużej. Podlegała pod Sąd Grodzki w Ostrowi i Okręgowy w Łomży; właściwy urząd pocztowy mieścił się w Długosiodle.
W wyniku agresji III Rzeszy na Polskę we wrześniu 1939 wieś znalazła się pod okupacją niemiecką i do wyzwolenia weszła w skład dystryktu warszawskiego Generalnego Gubernatorstwa.
W latach 1975–1998 miejscowość należała administracyjnie do województwa ostrołęckiego.
Wierni kościoła rzymskokatolickiego należą do parafii św. Rocha w Długosiodle.
W 1998 mieszkało tu 226, w 2002 – 213, w 2009 – 198 osób, zaś według spisu powszechnego z 2011 – 194 osoby. Z kolei według spisu powszechnego z 2021 żyły tu 192 osoby.